# Ciclogénesis explosiva

La tormenta Braer de enero de 1993 se profundizó explosivamente hasta alcanzar un mínimo histórico de 913 mbar (hPa).

La ciclogénesis explosiva (también conocida como bomba meteorológica, desarrollo explosivo, ciclón bomba, borrasca explosiva, o bombogénesis) se refiere a un sistema de baja presión ciclónico extratropical que experimenta una rápida caída de su presión superficial central. El cambio de presión necesario para clasificar una ciclogénesis extratropical como ciclogénesis explosiva depende de la latitud. Por ejemplo, a 60° de latitud, se produce una ciclogénesis explosiva si la presión superficial central del sistema disminuye en al menos 24 hectopascales (0,71 inHg) en 24 horas; mientras que para 30° de latitud, el mismo se produce si la presión central disminuye tan solo alrededor de 14 hectopascales (0,35 inHg) o más, en 24 horas. Se trata de un fenómeno predominantemente marítimo, invernal, pero que también se produce en entornos continentales. Este proceso es el equivalente extratropical de la profundización rápida tropical. Aunque su ciclogénesis es completamente diferente a la de los ciclones tropicales (huracanes), los ciclones bomba pueden producir fuertes precipitaciones y vientos sostenidos de 119 a 153 km/h, el mismo orden que las primeras categorías de la escala Saffir-Simpson para ciclones tropicales. Aunque sólo una minoría de ciclones bomba llegan a ser tan fuertes, algunos más débiles también pueden causar daños significativos.

## Historia
En las décadas de 1940 y 1950, los meteorólogos de la Escuela de Meteorología de Bergen, en Noruega, comenzaron a llamar informalmente "bombas" a algunas tormentas que crecían sobre el mar porque se desarrollaban “con una gran ferocidad raramente vista sobre la tierra”.
En la década de 1970, los términos "ciclogénesis explosiva", "ciclón bomba" e incluso "bombas meteorológicas" serían posteriormente utilizados por los profesores del MIT Fred Sanders y John Gyakum quienes basándose en el trabajo de la década de 1950 de Tor Bergeron, serían quienes populizarían dichos término en un artículo de 1980 publicado en Monthly Weather Review. Tor Bergeron introdujo el concepto de "ciclón bomba", definiéndolo como un ciclón extratropical a 60°N con una tasa de profundización de 24 hPa en 24 horas. Sin embargo Bergeron solo se centró en borrascas que ocurrían alrededor de la latitud de Bergen (~60° N), lo cual llevó a Sanders y a Gyakum a retomar y expandir la definición de ciclón bomba de Bergeron para aplicarla a cualquier latitud (φ) y a ambos hemisferios, definiendo así una ciclogénesis explosiva como un ciclón extratropical de latitud φ y una profundización ∆mslp/24h (tasa de caída de la presión superficial central del ciclón en 24 horas), tal que:
{\displaystyle \left({\frac {\Delta mslp}{24h}}\right)\cdot \left({\frac {\operatorname {sen} 60}{\operatorname {sen} \varphi }}\right)\geq 1}
Sanders y Gyakum señalaron que una intensificación equivalente depende de la latitud: en los polos esto sería una caída de presión de 28 hPa/24 horas, mientras que a 25 grados de latitud sería de sólo 12 hPa/24 horas.

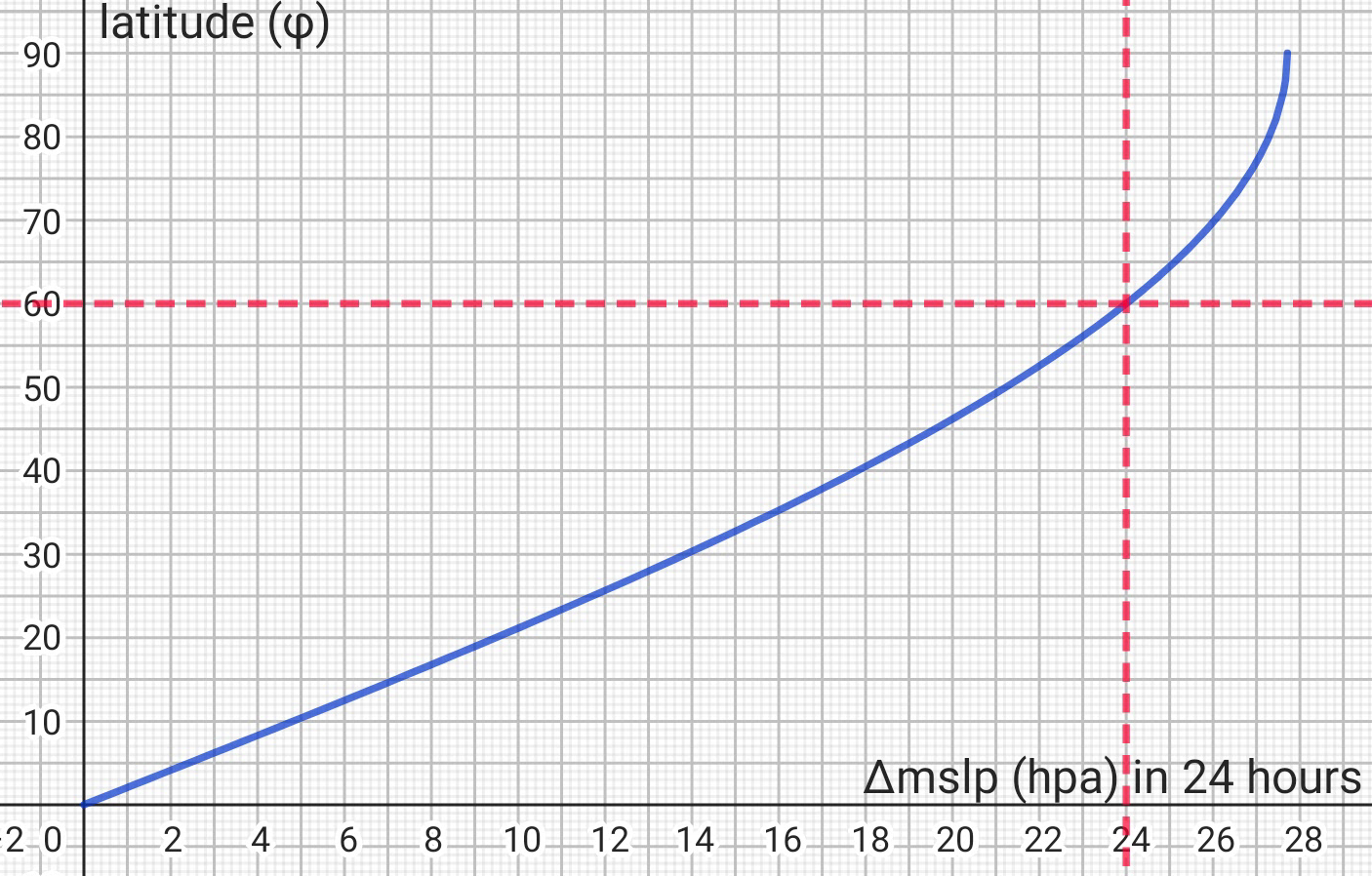
Gráfico que muestra la relación entre la latitud y la profundización necesaria para que un ciclón extratropical sea clasificado como un ciclón bomba. El criterio original desarrollado por Tor Bergeron (en 1950), denominado posteriormente "número de Bergeron", se representa en la intersección de las líneas rojas, mientras que el criterio posterior, aplicable a cualquier latitud, formulado por Frederick Sanders y John R. Gyakum (1980), aparece en azul.

Todas estas tasas califican para lo que Sanders y Gyakum denominaron "1 bergeron". La definición de Sanders y Gyakum de 1980, es utilizada en el Glosario de Meteorología de la Sociedad Meteorológica Americana en el cual se indica que los ciclones bomba son predominantemente "eventos marítimos de la estación fría".

## Formación
La inestabilidad baroclínica se ha citado como uno de los principales mecanismos para el desarrollo de la mayoría de los ciclones con mayor profundización explosiva. Sin embargo, los roles relativos de los procesos baroclínicos y adiabáticos en la profundización explosiva de los ciclones extratropicales, han sido objeto de debate (citando estudios de casos) durante mucho tiempo. Otros factores incluyen la posición relativa de una vaguada de 500 hPa y los patrones de espesor, los procesos frontogenéticos de la troposfera profunda que ocurren tanto aguas arriba como aguas abajo de la baja superficie, la influencia de la interacción aire-mar y la liberación de calor latente.
Regiones y movimiento

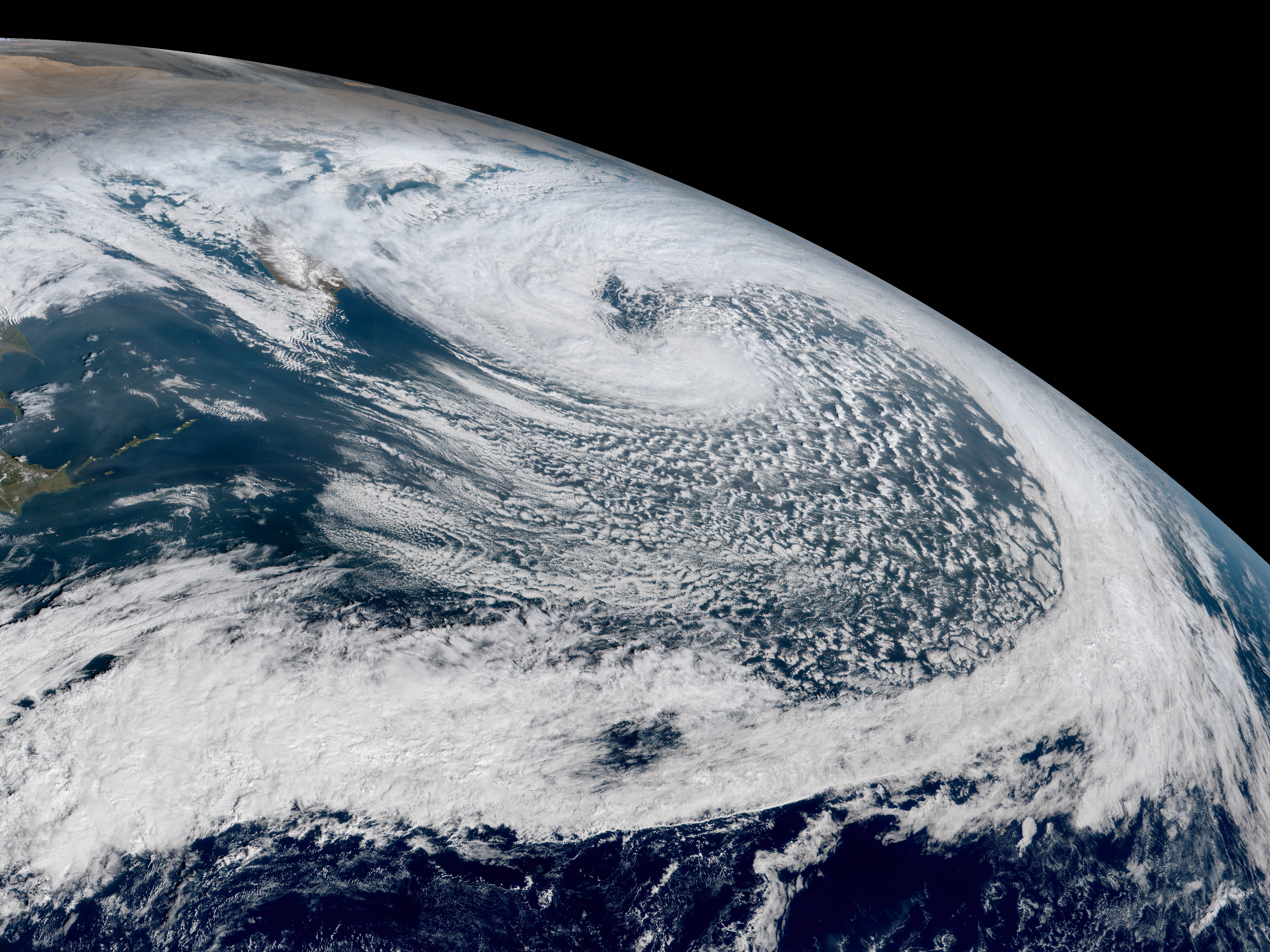
La absorción de los restos de un potente ciclón tropical puede desencadenar una ciclogénesis explosiva.

Las cuatro regiones más activas donde ocurre la ciclogénesis explosiva extratropical en el mundo son el Pacífico Noroeste, el Atlántico Norte, el Pacífico Sudoeste y el Atlántico Sur.
En el hemisferio norte, la frecuencia máxima de ciclones que se profundizan explosivamente se encuentra dentro o al norte de la corriente del Golfo del Atlántico, la corriente de Kuroshio en el Pacífico occidental, y en el Pacífico oriental. En el hemisferio sur, la mayoría de ciclones bomba se desarrollan en las latitudes medias y migran al sureste, se observan en las bajas presiones de la costa este de Australia por encima de la corriente de Australia Oriental, lo que demuestra la importancia de la interacción aire-mar en el inicio y rápido desarrollo de ciclones extratropicales.
Mientras que en sudamerica, estos fenómenos se observan principalmente entre la primavera e invierno, y se denominan simplemente temporales. En la región del Río de la Plata se les conoce específicamente como sudestadas de mal tiempo, debido a los fuertes vientos y olas que traen del sureste que impiden que este drene normalmente al atlántico. La mayoría de las sudestadas se deben simplemente a procesos de ciclogénesis extratropical comunes, solo las sudestadas más intensas han estado asociadas a eventos de ciclogénesis explosiva (véase, eventos notables).
Los ciclones que se profundizan explosivamente al sur de los 50°S a menudo muestran un movimiento hacia el ecuador, en contraste con el movimiento hacia los polos de la mayoría de los ciclones bombas del hemisferio norte. A lo largo del año se desarrollan de forma explosiva un promedio de 45 ciclones en el hemisferio norte y 26 en el hemisferio sur, la mayoría durante el invierno del respectivo hemisferio. Se ha observado una menor estacionalidad en los fenómenos de ciclogénesis explosiva en el hemisferio sur.

## Otros usos de "bomba meteorológica"
El término "bomba meteorológica" se utiliza popularmente en Nueva Zelanda para describir fenómenos meteorológicos dramáticos o destructivos. En raras ocasiones los eventos constituyen verdaderos casos de ciclogénesis explosiva, ya que la rápida profundización de las áreas de baja presión es poco común alrededor de Nueva Zelanda. Este uso de "bomba" puede llevar a confusión con el término meteorológico definido más estrictamente. En Japón, el término bomb cyclone (爆弾低気圧, bakudan teikiatsu) se utiliza tanto académica como comúnmente para referirse a un ciclón extratropical que cumple las condiciones meteorológicas de "bomba".
El término "bomba" puede resultar algo controvertido. Cuando los investigadores europeos protestaron porque se trataba de un término bastante bélico, Fred Sanders, coautor del artículo que introdujo el uso meteorológico, bromeó: «Entonces, ¿por qué utilizan el término "frente"?»

## Eventos notables

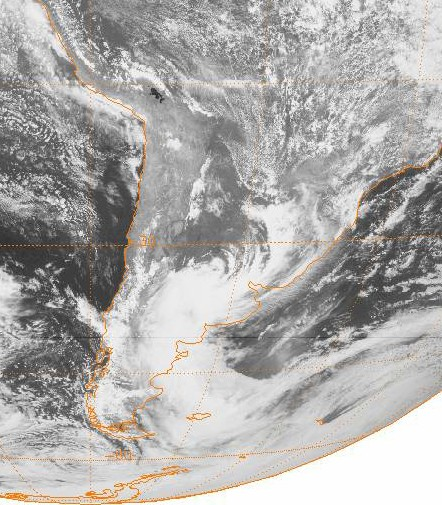
Un notable fenómeno de ciclogénesis explosiva se desarrolló en plena región central de Argentina en noviembre de 1999, dejando ráfagas de viento de más de 100 km/h por toda la región, y cuyo frente frío asociado produciría tormentas severas en el noreste de Argentina, Paraguay y Brasil.
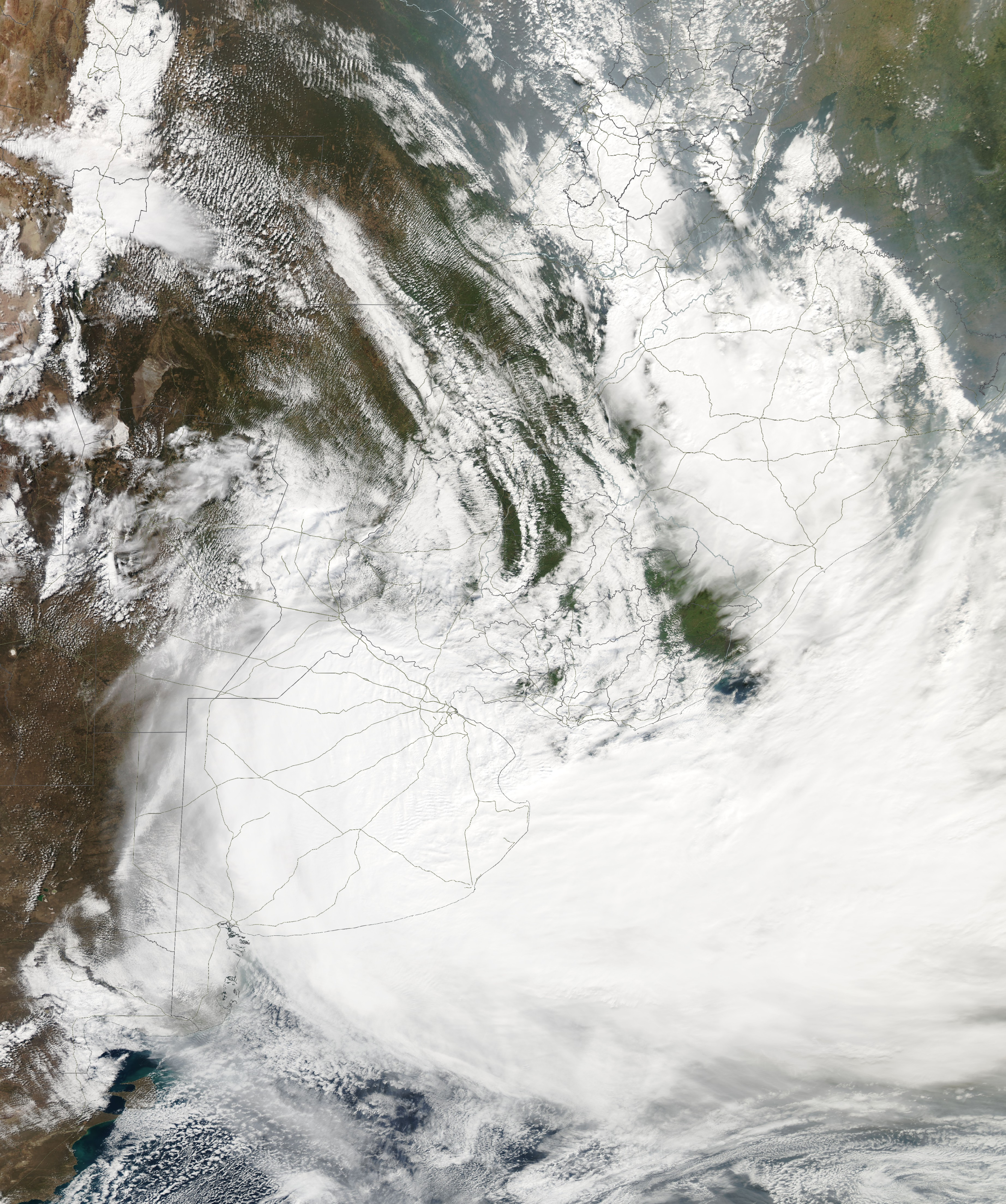
Considerado el peor evento meteorológico en la historia de Uruguay, el conocido como temporal de 2005 fue provocado por un excepcional fenómeno de ciclogénesis explosiva que dejó intensas precipitaciones y ráfagas de hasta 190 km/h que afectaron todo el sur de Uruguay y norte de Buenos Aires, dejando tras de si 10 fallecidos, más de 1000 evacuados, miles de árboles caídos y daños millonarios en infraestructuras.

Entre el 23-25 de enero de 2009, un muy intenso ciclón bomba nombrado como Klaus, azotaría el norte de España y el sur de Francia con ráfagas que alcanzaron los 200 km/h y olas de 26 metros. Como consecuencia causó 31 muertes en Europa, 12 en España, donde Cataluña y Galicia fueron las más afectadas, con cuatro niños fallecidos en Sant Bοi de Llobregat. Dejó 1,7 millones de hogares sin electricidad, daños en infraestructuras y bosques, y colapsó el transporte, siendo el peor evento de este tipo en España desde 1997.

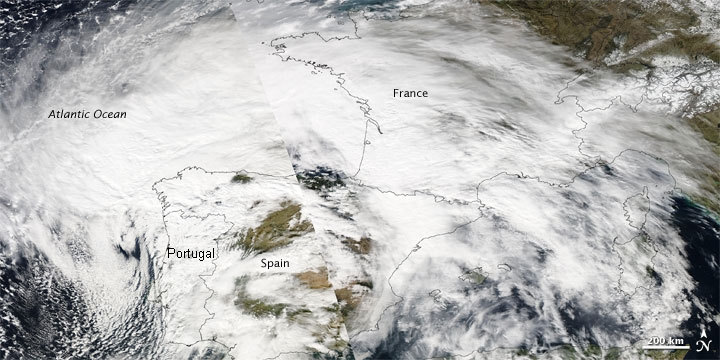
Entre el 27 y 28 de febrero de 2010 otro fenómeno de ciclogénesis explosiva (Xynthia) golpeó España y Europa occidental, pero está vez con ráfagas de hasta 228 km/h y olas de 7,5 metros. Tras su paso en España, Xynthia provocaría tres muertes (en Ourense, Burgos y León), dejaría 150.000 hogares sin electricidad y derribaría árboles e infraestructuras, afectando especialmente las regiones de Galicia, Asturias, Cantabria y País Vasco.

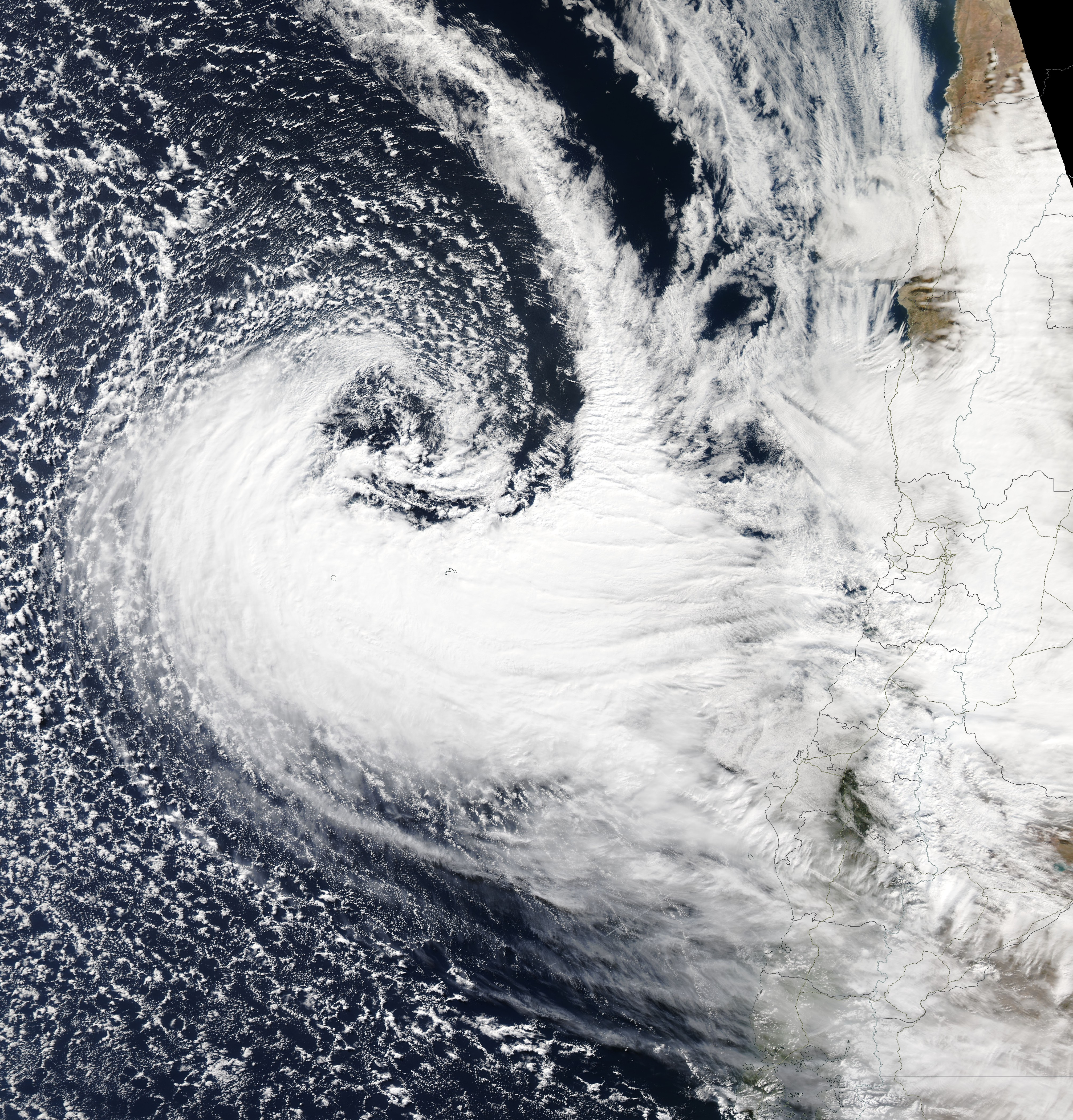
El posteriormente conocido como temporal de Chile de 2015, se trató de un ciclón bomba con una excepcional profundización de 21 hPa entre el 6 y 7 de agosto, el cual impactaría a Chile principalmente entre el 8 y 9 de agosto con ráfagas de hasta 200 km/h y fuertes precipitaciones. Provocó inundaciones, marejadas con olas de hasta 8 metros y la caída de nieve en pleno desierto de Atacama. Se reportaron 6 fallecidos, 1.022 damnificados y daños significativos en 13 de las 15 regiones del país, incluyendo cortes de electricidad y caos vial.

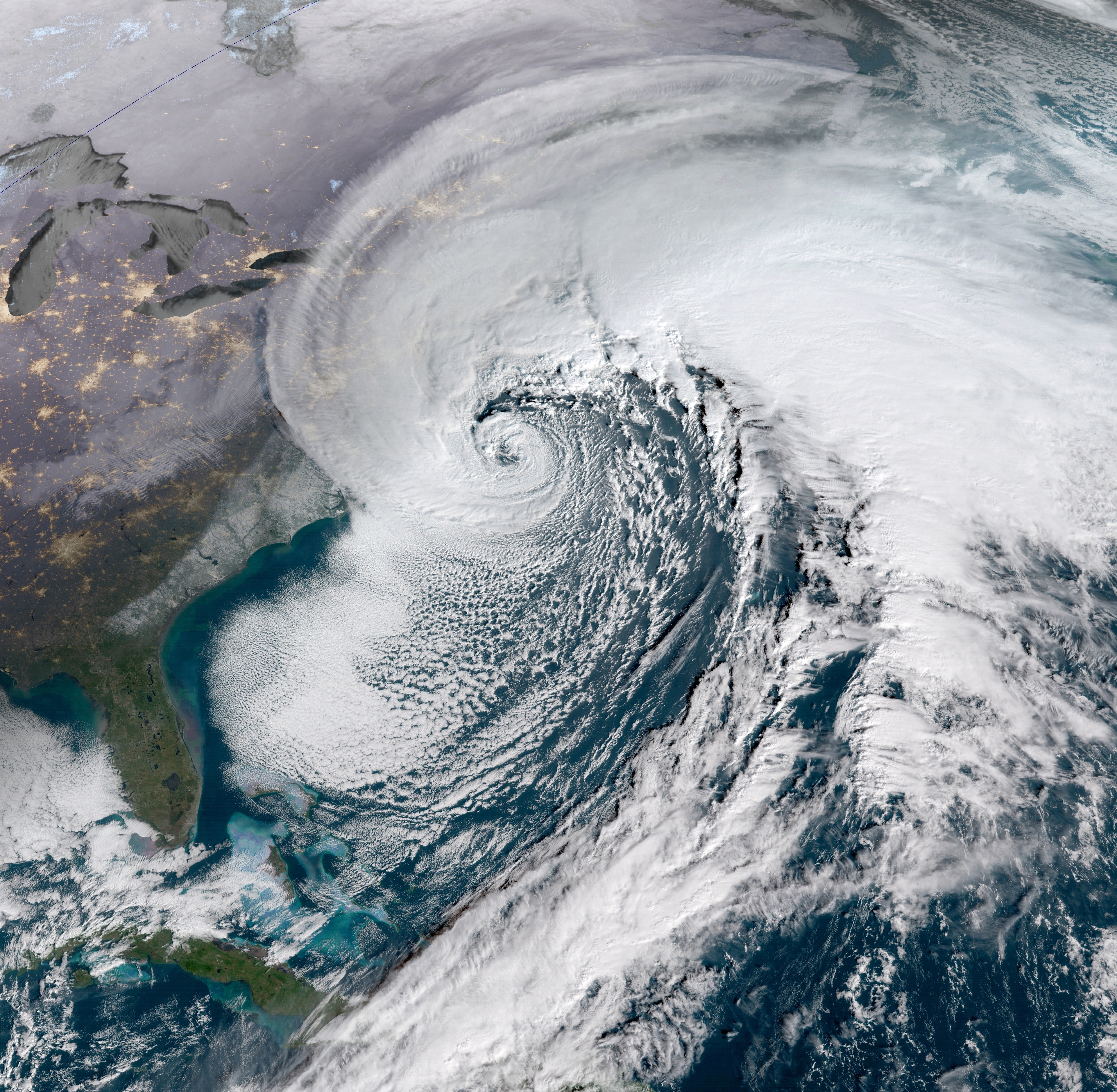
Intensa bombogénesis frente a la costa estadounidense de Nueva Inglaterra, responsable de la gran ventisca norteamericana de enero de 2018. En estados Unidos, dichos fenómenos, debido a su repetitiva dirección de desplazamiento e intensos vientos de dirección noreste, reciben el apodo de nor'easter.

Entre el 30 de junio y 1 de julio de 2020 un ciclón bomba afectó el sur de Brasil Con vientos que superaron los 100 km/h, los cuales junto a las graves inundaciones y deslizamientos de tierra, provocaron daños significativos en los estados de Santa Catarina y Rio Grande do Sul, con al menos 10 muertos, miles de desplazados y cortes masivos de energía.